# 승봉리항
승봉리항은 인천광역시 옹진군 자월면 승봉리, 승봉도 섬에 있는 어항이다. 승봉도선착장이라고도 한다. 2006년 8월 30일 어촌정주어항으로 지정되었다. 어항관리청은 옹진군수이다.

## 어항구역
본 항의 어항구역은 다음과 같다.
- 승봉리항 북쪽기점에서 남서쪽으로 192m, 남동쪽으로 206m, 북동쪽으로 150m 지점을 순차적으로 연결하는 선 내의 공유수면(29,889m2)

## 어항 시설
- 호안 85m, 선착장 88m, 방파제 104m

## 기본 계획
- 호안 87m, 선착장 88m, 방파제 179m[2]

## 정비 계획
- 선착장 10m, 호안정비 22m[2]

## 주요 어종
- 광어, 우럭, 굴, 바지락, 전복